# Síndrome de Legg-Calvé-Perthes
A síndrome de Legg-Calvé-Perthes (LCPD - Legg-Calvé-Perthes Disease) é uma doença que ocorre quando a vascularização sanguínea para a articulação coxofemoral é interrompida e o osso começa a morrer (necrose). É uma condição bastante limitante para o doente pois, com a necrose há uma destruição do centro de ossificação da cabeça femoral (epífise proximal do fémur) pela consequente falta de vascularização nessa área (Harrison et al., 1976; Guarniero et al., 2005a; 2005b). Pode envolver um lado anca, ou em casos mais raros, ambos os lados com uma percentagem de cerca de 10 a 20% dos casos.
O aparecimento dos primeiros sinais de inflamação são chamados de sinovite, onde a quantidade de sangue que chega à articulação diminui. Numa fase posterior, a necrose avascular é caracterizada pela destruição em diferentes fases, da cabeça femoral. Entre as zonas necróticas forma-se um tecido que dá a aparência de fragmentação do núcleo da epífise e do tamanho mais reduzido da cabeça femoral. No final, a remodelação começa onde se formam novos vasos sanguíneos (denominado de revascularização) e um novo núcleo femoral com forma de “cogumelo” (Ortner, 2003; Guarniero et al., 2005a).

## Etiologia
A síndrome foi descrita em 1909 mas a sua etiologia ainda é desconhecida (Harrison et al., 1976; Guarniero et al., 2005a; 2005b). A causa mais aceite é uma anormalidade trombólica de intensidades variáveis que pode acontecer em diferentes episódios isquémicos.            
Estes fatores comprometem a circulação sanguínea da cabeça do fémur levando à sua necrose. Como consequência, dá-se paragem do crescimento normal (perde a sua forma arredondada devido à destruição do osso - Fig.1). Após a circulação ser restabelecida, o tecido de granulação vascular substitui o tecido ósseo afetado. Inicialmente, este processo dá-se através da reabsorção óssea que é seguida de crescimento de osso novo, isto é visível em radiografia devido ao espessamento da epífise femoral proximal  (Bertol, 2004; Guarniero et al., 2005a). Outras possíveis causas serão alterações lipídicas, sinovite transitória ou aumento da viscosidade sanguínea. Existem possíveis ligações genéticas carecendo de confirmação conclusiva (Guarniero et al., 2005a). A ancestralidade pode ser considerada um fator uma vez que em 2012,  American Journal of Epidemiology realizou um estudo que concluiu que os indivíduos do leste asiático são menos afetados que os caucasianos (neste estudo não foram considerados africanos), apesar não se ter a certeza em relação à sua influência (Sousa, 2016:5). De acordo com a mesma autora, “ (...) trauma repetido, anormalidades no suprimento sanguíneo, distúrbios da coagulação (...), atraso na idade óssea, baixa estatura, toma prolongada de corticoides, sinovite da anca, exposição passiva ao fumo do tabaco e nível socioeconómico baixo (...)” podem ser causas da doença.  Baixo peso ao nascimento (Khan, 2017) pode também ser incluído como possível fator causal da doença. Alguns fatores de risco são, então: a idade do paciente, o sexo, a sua ancestralidade e mutações genéticas em alguns casos(Mayo Clinic). Por agora, esta síndrome é considerada como tendo uma etiologia multifatorial.

## História da doença
Apesar de ter sido identificada em 1909 por Waldeström (que a considerou como tendo natureza tuberculosa), apenas foi descrita e definida em 1910 por Arthur Legg, Jacques Calvé e George Perthes, obtendo o seu nome em honra destes três médicos (Guarniero et al., 2005a; Guarniero et al., 2005b). Em 1922, "(...)Henning Waldenström  estabeleceu as bases para o estadiamento radiográfico e avaliação histopatológica, originando o primeiro sistema de classificação da doença de que há registo” (Hailer et al., 2014 e Kollitz and Gee, 2013 in Sousa, 2016:1).

## Sintomas
Num estado inicial da doença, os indivíduos podem não apresentar nenhum sintoma. Em casos mais raros, é possível não apresentarem sintomas durante todas as fases da síndrome. Com o tempo podem demonstrar dor na anca, na parte média da coxa ou no joelho (com grande frequência), fraqueza nos músculos da anca e uma redução da capacidade de movimentação que pode levar à atrofia do músculo coxal (indivíduo pode coxear). A intensidade da dor varia de indivíduo para indivíduo (Guarniero et al., 2005a; Guarniero et al., 2005b; Brech e Guarniero, 2006) porém, aumenta lentamente e causa maior desconforto com movimentos como andar (Pessler, 2017) ou com realização de trabalhos mais pesados. Esta síndrome pode ter como consequências, em crianças, o atraso da maturação óssea chamada de ‘skeletal standstill’ que pode durar três anos ou mais (Harrison et al, 1976).

## Diagnóstico
Atualmente o método mais comum para o seu diagnóstico continua a ser a radiografia (Guarniero et al., 2005b). Através deste exame é feita a análise da fase em que a doença se encontra, apesar de não ser muito útil nas fases iniciais da síndrome (Guarniero et al., 2005a ; Khan et al., 2018). Existem outros exames que permitem mais minuciosidade nas várias fases da síndrome. Num momento inicial, o diagnóstico pode ser feito através da cintigrafia - feito através de uma injeção ou de forma oral de uma pequena dose de uma substância radioativa chamada de radiofármaco no paciente, que emite raios gama visíveis por câmaras gama e permite detetar doenças ou outras alterações metabólicas precocemente (Irion, 2017). 
A tomografia computorizada também tem um papel importante permitindo um diagnóstico precoce do colapso ósseo, das zonas afetadas pela esclerose resultante da síndrome e alterações presentes no tecido trabecular (algo que a radiografia não consegue detetar). A desvantagem deste método surge devido à limitada dose de radiação permitida. A ecografia permite diagnosticar a sinovite originada por esta condição. Já uma ressonância magnética possibilita uma observação com maior precisão do que uma radiografia (Khan et al., 2018). A flebografia e artrografia são também métodos utilizados, mas estas são consideradas procedimentos invasivos que, de acordo com Khan et al., (2018), não fornecem as informações clínicas necessárias para elaborar um plano de tratamento para esta condição. 
Esta doença pode ser classificada através de várias metodologias: a de Catterall, a de Salter-Thompson, a de Herring et al. e a de Stulberg. Vários autores consideram diferentes maneiras de dividir as fases e o avanço da síndrome. De acordo com a metodologia de Catterall, é possível classificar a síndrome em quatro fases diferentes. Na primeira fase (Group I), há um envolvimento da face anterior da cabeça femoral, não há sequestrum e não há colapso da epífise. Na segunda fase (Group II), há envolvimento anterolateral da cabeça femoral com lesões na metáfise, também, anterolateralmente. Ainda nesta fase é visível a presença de sequestrum. Na terceira fase (Group III), só uma pequena parte da cabeça femoral não está envolvida com dois terços da cabeça femoral já afetados. Na quarta e última fase (Group IV), a epífise proximal do fémur encontra-se completamente afetada (Skaggs e Tolo, 1996; Guarniero et al., 2005a; Guarniero et al, 2005b). Catterall disse que os Grupos I e II têm resultados melhores sem tratamento e os Grupos III e IV têm um prognóstico mais complicado e necessitam de tratamento (Skaggs e Tolo, 1996).
Ainda de acordo com estes autores, a classificação de Salter-Thompson baseia-se nas fraturas subcondrais (Grupo A - a cabeça femoral está pouco envolvida; Grupo B- mais de metade da cabeça femoral já se encontra envolvida). Uma das suas desvantagens é que a maior parte do pacientes não demonstra fratura nas radiografias.
Quanto à classificação de Herring et al. é comparada a altura do pilar epifiseal “ (...) with the height of the normal contralateral epiphysis.” (Skaggs e Tolo, 1996:12). Há uma divisão em 3 grupos/fases: A, B e C. No Grupo A, o pilar lateral tem a altura normal e mostra poucas mudanças quando se observa nas radiografias. No Grupo B, o pilar lateral mostra mudanças em termos de densidade e alguma diminuição da altura. Na última fase (Grupo C), há colapso do pilar lateral com perda de 50% da sua altura normal (Skaggs e Tolo, 1996).

## Tratamento
O objetivo do tratamento é prevenir uma maior deformação da cabeça femoral, permitir manter a mobilidade articular da anca e aliviar a dor (neste sentido o uso de anti-inflamatórios é recomendado), baseando-se na contenção, sendo que uma cura ainda não tenha sido encontrada. Contudo, em muitos casos, a cura é atingida naturalmente apenas pela remodelação óssea (Brech e Guarniero, 2006). Crianças mais novas ou com menos danos causados, na altura que é feito o diagnóstico, tendencialmente obtém os melhores resultados, tanto com ou sem tratamento (Sousa, 2016; Pessler, 2017). Os tratamentos podem envolver procedimentos cirúrgicos ou meios conservadores. Cirurgia é aconselhada em pacientes mais velhos ou com a síndrome numa fase mais avançada. As cirurgias recomendadas são osteotomia de Salter ou artrodiastase (Guarniero et al., 2005a).   
Em relação aos meios conservadores, estes ajudam mais se forem começados no início da síndrome, mas podem não modificar de todo o estádio em que esta se encontra. Existem vários estudos que demonstram um bom prognóstico sem quaisquer tratamentos, em cerca de 60% dos casos (Guarniero et al., 2005a). Fisioterapia com exercícios para alongar e fortalecer tem trazido alguns benefícios para esta síndrome (os músculos e ligamentos podem encurtar e os alongamentos na fisioterapia podem ajudar na flexibilidade). Foram feitos poucos estudos que avaliam as consequências deste tratamento por forma a testar eficazmente essas mesmas consequências. Porém, Guilherme Carlos Brech e Roberto Guarniero (2006) concluem que a fisioterapia melhora a amplitude de movimento das articulações, mas que estas melhorias não são evidentes nas radiografias. 
De acordo com Skaggs e Tolo (1996:14) ainda podem ser feitos outros procedimentos, tais como tenotomia dos músculos adutores ou uso de “(...) Petrie abduction casts (...)” para casos mais severos da doença.  Ainda assim, poucos trabalhos ou investigações sobre formas de tratamento diferentes desta síndrome têm sido realizados para além da cirurgia e em poucos casos a fisioterapia (Guarniero et al., 2005a).

## Prevenção
Devido à origem desconhecida da síndrome, a prevenção não é realizável, pelo menos de momento. Normalmente, só é detetada quando o paciente exibe sintomas tais como a dor.Assim que os sinais da doença surgem, alguns fatores que podem prevenir o avanço mais rápido da doença são a restrição da atividade física (que pode acelerar o processo de dano) ou o uso de canadianas para não colocar peso no lado da anca afetado (Mayo Clinic).

## Epidemiologia
Nos locais onde foram feitos estudos varia entre 0,45 a 11,1 em 100.000 indivíduos. Atinge mais crianças do sexo masculino do que do sexo feminino (4:1), sendo que os sintomas costumam ser mais graves em crianças do sexo feminino (Ortner, 2003; Guarniero et al., 2005b). Em relação à idade, a síndrome pode-se observar em crianças entre os 2 e os 16 anos, mas a idade com uma incidência mais frequente é aos 6 anos. A maioria dos casos apresentam-se de forma unilateral, mas em 8% a 24% dos casos existe bilateralidade que demonstra ser sucessiva e não simultânea (Khan et al., 2018). Nos casos unilaterais, não existe diferença significativa entre o lado esquerdo e o lado direito (Harrison et al., 1976; Guarniero et al., 2005a). Pode, também, surgir em adultos embora seja mais raro.

## Diagnóstico Diferencial
É imperativo realizar diversos tipos de exames para que se possam excluir possíveis diagnósticos diferenciais. Para além da Síndrome de Legg-Calvé-Perthes, outras doenças que afetam crianças e a mesma área (nomeadamente a anca) causando dificuldade na locomoção podem ser a Artrite Séptica, a Sinovite Transitória ou a Artrite Idiopática Juvenil. A forma de exclusão destes diagnósticos é através de uma análise realizada aos sintomas apresentados, exames (como radiografias) e provas analíticas tais como um hemograma (Sousa, 2016).

## Paleopatologia
Existem alguns exemplos paleopatológicos da doença, nomeadamente  o fémur direito de um indivíduo adulto do sexo feminino encontrado no Valle de Chicama, Peru. As radiografias feitas ao exemplo ósseo mostram um aumento acentuado do osso trabecular e a presença de uma lesão porosa que cobre uma grande parte da superfície da cabeça do fémur. As margens da superfície articular apresentam um crescimento extra de osso com a aparência em forma de cogumelo, característico desta síndrome, enquanto que o colo do fémur mantém o seu comprimento original (Ortner, 2003).